# تيلورون
تيلورون (بالإنجليزية: Tilorone)‏ هو أول مركب صناعي صغير الوزن الجزيئي معروف بأنه محفز للإنترفيرون عن طريق الفم. يتم استخدامه كدواء مضاد للفيروسات. إنه فعال ضد فيروس الإيبولا في الفئران.